# Kościół św. Piotra i Pawła w Sancygniowie
Kościół św. Piotra i Pawła w Sancygniowie – rzymskokatolicki kościół parafialny znajdujący się w miejscowości Sancygniów, w województwie świętokrzyskim.

## Historia

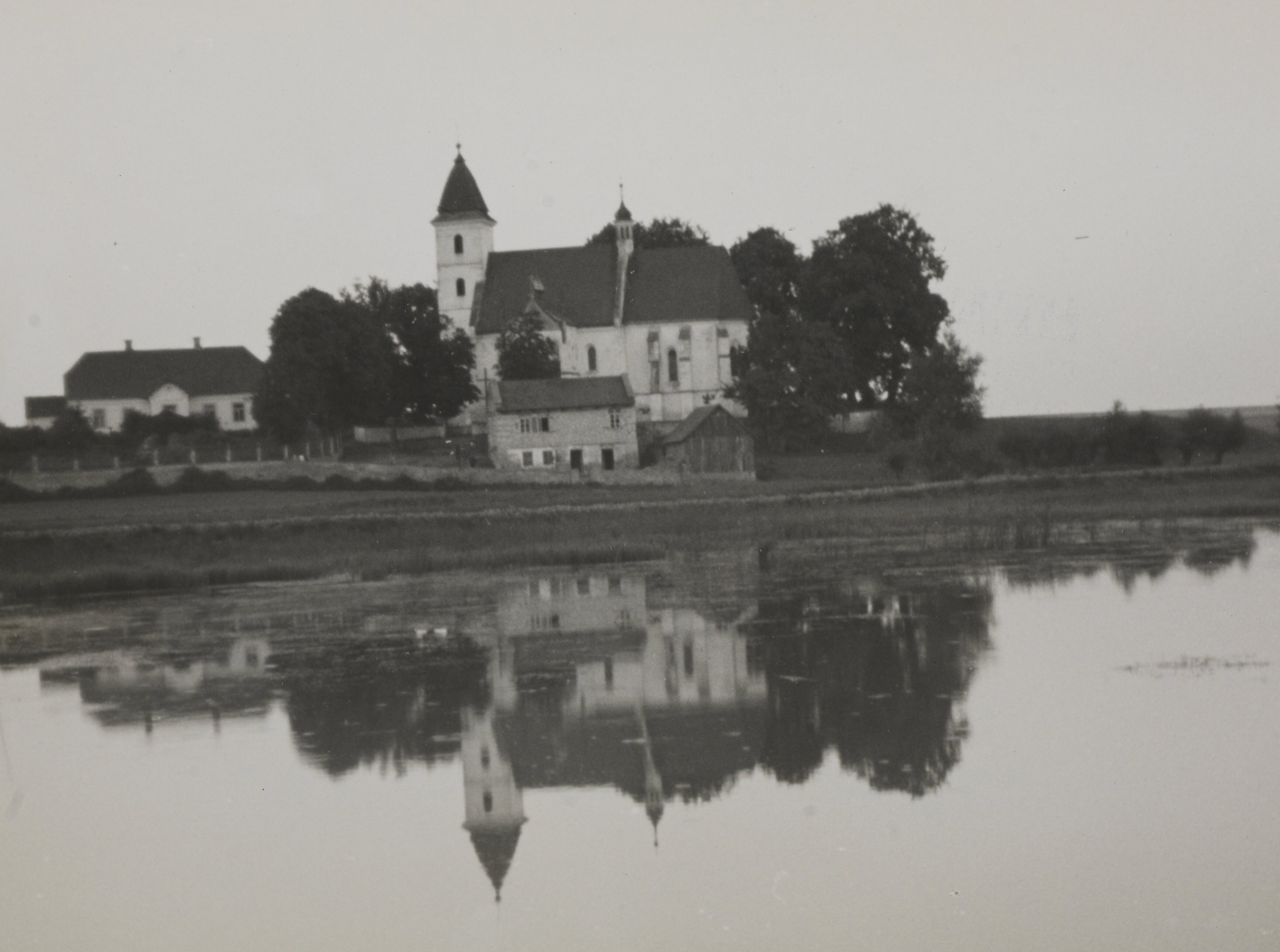
Widok kościoła około 1936

Kościół został zbudowany w 1400 w stylu gotyckim przez właściciela miejscowości Piotra Sancygniowskiego. Parafię wydzielono z sąsiednich parafii w Słaboszowie i Działoszycach. W 1606 włączono do parafii sancygniowskiej sąsiednią podupadłą parafię w Woli Knyszyńskiej. W XVI wieku nadbudowano wieżę. W 1763 roku wnętrze ozdobiono barokowym wyposażeniem ufundowanym przez podczaszego Antoniego Grodzickiego. Świątynię wyremontowano w 1783 roku. W 1835 roku kościół był zrujnowany. W latach 1838–1840 i 1897 restaurowano, dobudowując neogotycką kruchtę z metalowym balkonem. Sklepienia nawy i prezbiterium pokrywają polichromie wykonane przez M. Mączyńskiego. W latach 1949–1951 oraz w 1987 przeprowadzono remont. W latach 1988–1990 przeprowadzono prace konserwatorskie. W 2008 odrestaurowano południową część kościoła.
W archiwum parafialnym przechowywane są księgi metrykalne: ochrzczonych od 1760, zaślubionych od 1890, zmarłych od 1760.

## Architektura
Kościół jest budowlą orientowaną, wybudowaną z kamiennego ciosu, częściowo pokrytego tynkiem. Prezbiterium jest wielobocznie zamknięte i przykryte gotyckim sklepieniem ze wspornikami z XIX wieku. Przy nim od północy dobudowana jest zakrystia. Nawa pierwotnie była przykryta drewnianym stropem. Przy nawie od strony południowej stoi kruchta z roku 1783, zwieńczona neogotycką nadbudową wykonaną w roku 1897. Od zachodu przylega do nawy czterokondygnacyjna wieża. Dwie najwyższe kondygnacje wieży powstały być może w XVI wieku. Wschodnia ściana prezbiterium ozdobiona jest w niszach gotycką grupą Ukrzyżowania w niszach (figury Marii i św. Jana z 2 ćw. XV w.?). W kościele znajdują się profilowane portale w kruchtach południowej (zewn. z 1897 r., wewnętrzny gotycki z XV w.) i zachodniej (dwa z 4 ćw. XVI w). Wejście z prezbiterium do zakrystii ozdobione jest manierystycznym portalem o rzeźbionym zwieńczeniu z ok. 1590 r. (warsztat S. Gucciego?).

## Wnętrze
- Ołtarz główny w stylu barokowym, wyk. A. Gegenbaur?, 1763-65,
- Obraz św. Anny Samotrzeć z 1591 r.,
- Obraz barokowy Ukrzyżowanie z 1763 r.- wg krucyfiksu Wita Stwosza z kościoła Mariackiego w Krakowie (malował Łukasz Orłowski),
- Obraz barokowy św. Barbary z 1764 r. (malował Łukasz Orłowski),
- obraz Ukrzyżowania z k. XVI w. (wg grafiki Albrechta Dürera, sygn. P.T.T.),
- renesansowe sakrarium z 1590 r.,
- chrzcielnica z ok. 1588,
- piętrowy nagrobek Sancygniowskich powstały po roku 1588 (wyk. warsztat Santi Gucciego[4]),
- klasycystyczny nagrobek Stefana i Ewy Dembowskich z 1804 r. (proj. Sebastian Sierakowski?, wyk. Leonardo Galli?).
- ambona,
- ławki,
- prospekt organowy,
- stalle,

## Zasięg parafii
Do parafii w 1984 roku należeli wierni mieszkający we miejscowościach: Sancygniów, Biedrzykowice, Dropiówka, Ewinów, Halinówka, Iżykowice, Lipówka, Podrózie, Stępocice, Świerczyna, Teodorów i Wola Knyszyńska.